# Miloš Krstić
Miloš Krstić - em sérvio, Милош Крстић (Niš, 7 de março de 1987) - é um futebolista sérvio.